# Back & Forth
"Back & Forth" är en låt framförd av den amerikanska tonårssångerskan Aaliyah, komponerad av musikproducenten R. Kelly. Spåret skapades till sångerskans debutalbum Age Ain't Nothing But a Number (1994). 
I låten är framföraren upprymd över att veckan är över, vilket hon ska fira med sina kompisar. 'Back & Forth' syftar på danssteg. Låten släpptes som den ledande singeln från sångerskans album tidigt 1994 och blev på så vis Aaliyahs debutsingel på musikmarknaden. "Back & Forth" kom att certifieras med guldstatus av RIAA 9 juni samma år. Singeln låg etta på USA:s R&B-lista Hot R&B/Hip-Hop Songs i tre veckor och nådde som högst en 5:e plats på Billboard Hot 100. Singeln rankades på en andra plats på R&B-listan vid årets slut och nådde även topp-tio i Kanada och Nederländerna. 
Musikvideon till singeln filmades i Aaliyahs hemstad, Detroit. Aaliyah och R. Kelly framför låten i ett gym tillsammans med sångerskans skolkompisar. 

## Format och innehållsförteckning
| - Amerikansk CD-singel 1. "Back & Forth" (LP version) - 3:51 2. "Back & Forth" (Mr. Lee & R. Kelly's Remix) - 3:44 3. "Back & Forth" (Ms. Mello Remix) - 5:58 4. "Back & Forth" (Mr. Lee's Club Mix) - 5:40 5. "Back & Forth" (Ms. Mello Instrumental) - 5:58 6. "Back & Forth" (Mr. Lee's Bonus Beats) - 5:13 - Amerikansk 12" vinyl A-sida 1. "Back & Forth" (LP version) - 3:44 2. "Back & Forth" (R. Kelly's Smooth Mix) - 3:51 3. "Back & Forth" (Shaheed's Remix) - 5:13 B-sida 1. "Back & Forth" (Mr. Lee's Club Mix) - 5:40 2. "Back & Forth" (Shaheed's Remix Instrumental) - 4:00 3. "Back & Forth" (Mr. Lee's Bonus Beats) - 5:13 | - Brittisk CD-singel 1. "Back & Forth" (LP version) - 3:51 2. "Back & Forth" (Mr. Lee & R. Kelly's Remix) - 3:44 3. "Back & Forth" (UK Flavour - Alternative Mix) - 4:37 4. "Back & Forth" (Ms. Mello Remix) - 5:58 5. "Back & Forth" (Mr. Lee's Club Mix) - 5:40 - Brittisk 12" vinyl A-sida 1. "Back & Forth" (LP version) - 3:51 2. "Back & Forth" (Mr. Lee & R. Kelly's Remix) - 3:44 3. "Back & Forth" (Ms. Mello Remix) - 5:58 B-sida 1. "Back & Forth" (UK Flavour) - 4:37 2. "Back & Forth" (Mr. Lee's Club Mix) - 5:40 |

## Listor
| Lista (1994)                                | Topp Position |
| ------------------------------------------- | ------------- |
| Kanadas singellista                         | 7             |
| Nederländernas singellista                  | 2             |
| Nya Zeelands RIANZ                          | 48            |
| Storbritanniens singellista                 | 16            |
| Amerikanska Billboard Billboard Hot 100     | 5             |
| Amerikanska Billboard Hot R&B/Hip-Hop Songs | 1             |
| Amerikanska Billboard Top 40 Mainstream     | 16            |
| Amerikanska Billboard Rhythmic Top 40       | 1             |

| Vid årets slut (1994)                       | Position |
| ------------------------------------------- | -------- |
| Amerikanska Billboard Hot 100               | 24       |
| Amerikanska Billboard Hot R&B/Hip-Hop Songs | 2        |